# هاربسكورد

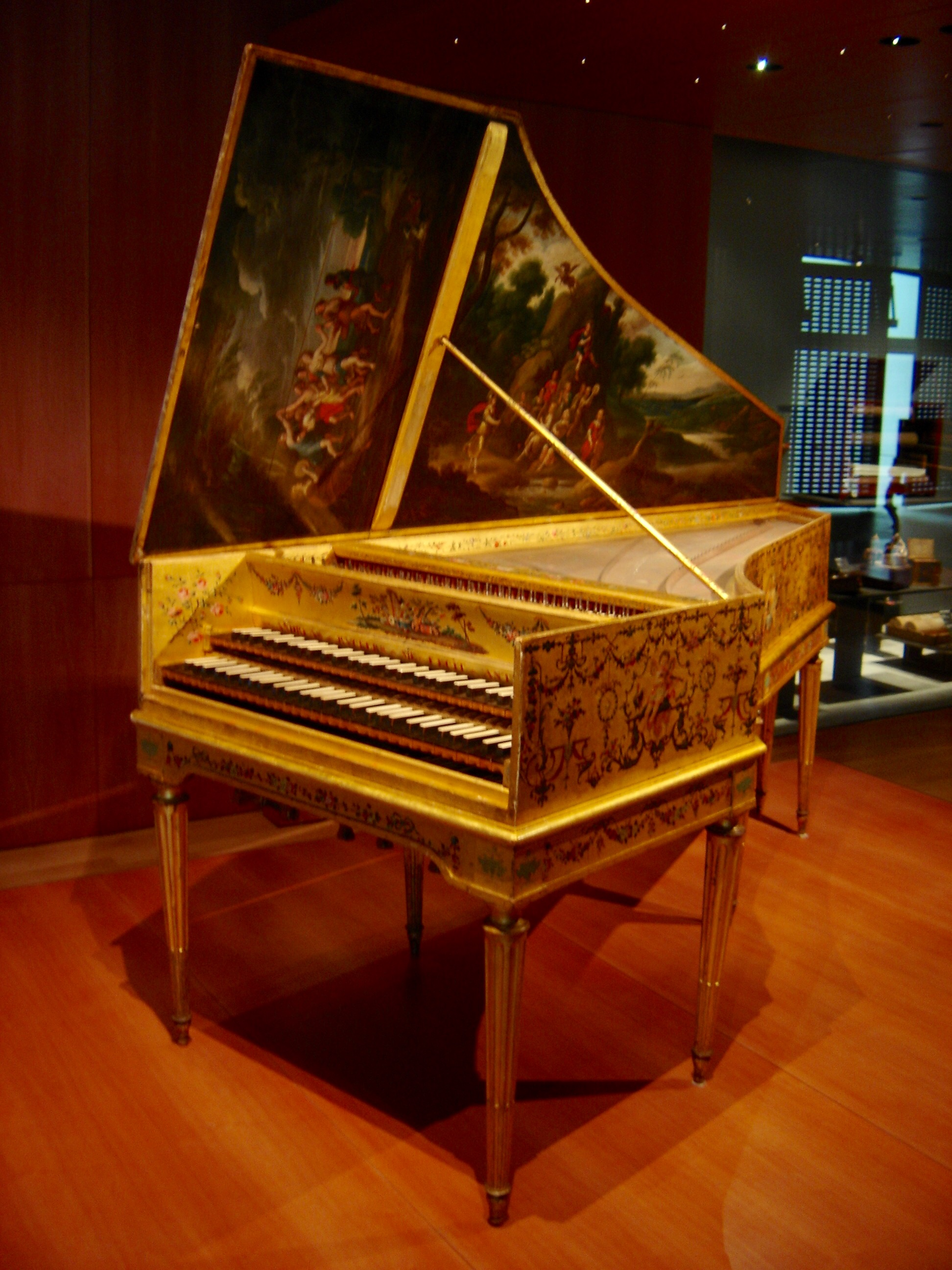
هذا البيان القيثاري من صنع صانعين معروفين: أسسه في الأصل أندرياس روكرز في أنتورب (1646)، لاحقا أعاد تشكيله وتوسيعه باسكال تاسكين في باريس (1780).

البيان القِيثاري أو الكلافاس (بالإنجليزية: Harpsichord)‏ (نقحرة: هاربسيكورد) كان آلة موسيقية هامة منذ نحو 1500 حتى 1775، يعتبر أحد مراحل تطور البيانو الذي حل محله تدريجيا، وأعيد إحيائه في القرن العشرين عند عرض الموسيقى المبكرة وفي بعض الأعمال الجديدة. يعتبر البيان القيثاري أحد مراحل تطور البيانو، يوجد في الآلة أوتار تنقر باستخدام وتد صغير تدعى plectrum أو الريشة (وهي أداة لعزف الأوتار) تتحكم فيها لوحة أو لوحتين مفاتيح. كان صوتها حادًا، ويصعب التحكم بقوته.

## عنه
البيان القيثاري آلة من آلات لوحات المفاتيح، وهو من عائلة البيانو لكنه أقدم منه، إذ في ذلك العصر لم يكن قد اخترع البيانو. على الأغلب يكون للبيان القيثاري إثنين كيبورد موضوعين فوق بعضهما، وليس مثل البيانو حيث يوجد كيبورد واحد. هذه الآلة ليست مطورة مثل البيانو حيث أن البيانو يستطيع أن يعزف (بيانو) ويعزف (فورتي) ومن هنا أتت التسمية (بيانوفورتي) أو (فورتيبيانو) أي أن هذا هو اسم آلة البيانو. (فورتي يعني صوت قوي، وبيانو يعني صوت ضعيف). يستطيع البيانو التدرج من القوة إلى اللين، والعكس، وليس كالبيان القيثاري. أي أن قابلية البيان القيثاري على إصدار التعبير الموسيقي محدودة جدا وليس كما في البيانو، وهذا هو سبب وجود إثنين كيبورد للهاربسيكورد. بمعنى، لو ضرب العازف على مفتاح لنوتة معينة بقوة وضرب نفس النوتة بلين فسوف يصدر الصوت بنفس القوة في الحالتين، وكل النوتات تصدر أصواتا بنفس القوة.
البيان القيثاري يصدر الصوت بواسطة النبر على الأوتار بريشة، أما البيانو فيتم إصدار الصوت بالضرب على الوتر بواسطة مطرقة، هذه المطرقة تشبه بعض الشيء المطرقة المستخدمة في آلة السنطور أو آلة الشيمبالو، أما الريشة التي تنقر على أوتار البيان القيثاري فهي إما أن تكون من بعض الطيور أو من النايلون (في الآلات المصنوعة حديثا)، وهي أقرب شبها لريشة القانون.
يكون المجال الصوتي في البيان القيثاري أضيق بكثير من المجال الصوتي لآلة البيانو. لم يعد البيان القيثاري مستخدما بعد اختراع البيانو، لكنه يستخدم اليوم في الحفلات حينما يتم عزف عملا من عصر الباروك مكتوبا للبيان القيثاري، واليوم يوجد بعض المؤلفين المعاصرين يحبون أن يكتبوا لهذه الآلة أحيانًا. كثيرا ما كان عازف الهارب هو الذي يقود الأوركسترا.

## هوامش
1. ↑  مذكور في: ملف استنادي متكامل. مُعرِّف الملف الاستنادي المُتكامِل (GND): 4009667-1. لغة العمل أو لغة الاسم: الألمانية. الوصول: 22 مايو 2023. المُؤَلِّف: مكتبة ألمانيا الوطنية.
2. ↑  منير البعلبكي؛ رمزي البعلبكي (2008). المورد الحديث: قاموس إنكليزي عربي (بالعربية والإنجليزية) (ط. 1). بيروت: دار العلم للملايين. ص. 528. ISBN:978-9953-63-541-5. OCLC:405515532. OL:50197876M. QID:Q112315598.
3. ↑  المعجم الموحد لمصطلحات الموسيقى: (إنجليزي - فرنسي - عربي)، سلسلة المعاجم الموحدة (4) (بالعربية والإنجليزية والفرنسية)، تونس: مكتب تنسيق التعريب، 1992، ص. 25، OCLC:1158796736، QID:Q108749268
4. ↑  المعجم الموحد لمصطلحات الموسيقى: (إنجليزي - فرنسي - عربي)، سلسلة المعاجم الموحدة (4) (بالعربية والإنجليزية والفرنسية)، تونس: مكتب تنسيق التعريب، 1992، ص. 69، OCLC:1158796736، QID:Q108749268
5. ↑  Music: An Appreciation, by Roger Kamien
6. ↑  100003247082199؛ 595954214129136؛ 1300538339999275؛ 1082452981819927؛ 108987863431448 (2 مارس 2018). "تطور تصميم آلة البيانو". www.syr-res.com. مؤرشف من الأصل في 2018-02-11. اطلع عليه بتاريخ 2019-07-15. {{استشهاد ويب}}: الوسيط |الأخير= يحوي أسماء رقمية (مساعدة)